# Hooiwagen-drieluik (Prado)
Het Hooiwagen-drieluik, ook De Hooiwagen genoemd, is een drieluik van de Zuid-Nederlandse schilder Jheronimus Bosch en/of atelier in het Museo del Prado in Madrid. Van het drieluik bevindt zich een vrijwel exacte kopie in het Escorial.

## Escorial-versie
In het Escorial bevindt zich een vrijwel identieke kopie van De Hooiwagen. Deze versie verschilt slechts op een paar punten van de Prado-versie; zo draagt de staande zigeunervrouw op de Prado-versie een baby in haar borstdoek, die op de Escorial-versie ontbreekt, en bevindt zich op de Escorial-versie rechtsonder een kruik op tafel, terwijl op de Prado-versie hiervoor in de plaats een rozenkrans aan de stoelleuning hangt.

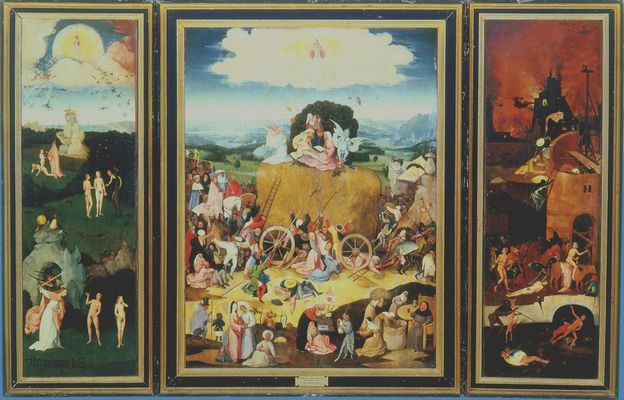
Kopie van De Hooiwagen in het Escorial.

## Toeschrijving en datering
Vroeger werd aangenomen dat van de beide versies de Escorial-versie het origineel was en het exemplaar in het Prado een kopie; zo omschreef de kunsthistoricus Max Friedländer het laatste als ‘a replica of equal merit’ (een kopie van dezelfde kwaliteit). Het was echter dezelfde Friedländer die, na beide werken een aantal keer gezien te hebben, er rekening mee hield dat het exemplaar in het Prado het origineel zou kunnen zijn.
De Tolnay bedacht een tussenoplossing voor dit probleem. 'De vleugels', schreef hij, 'schijnen bij de Prado-versie beter van kwaliteit dan het middenpaneel, waarvan de signatuur een nabootsing lijkt van die van Bosch. De Landloper op de buitenvleugels staat op het Prado-paneel kwalitatief hoger dan op de Escoriaal-versie. Men zou zich kunnen afvragen of het middenpaneel van het Prado geen replica is van het verloren gegane origineel'.
Het exemplaar in het Prado werd dendrochronologisch omstreeks 1516 of later gedateerd. Voor een authentiek werk van Bosch is dit zeer laat, gezien hij in 1516 zou zijn overleden. Volgens nieuwe interpretaties van de dendrochronolgie wordt echter gesteld dat de vroegste datum van het paneel op 1509 kan worden geplaatst, waarmee het werk in de laatste jaren van Bosch vervaardigd zou kunnen zijn. Aanpassingen in de ondertekening en de onderste verflagen duiden bovendien op een originele (eerste) compositie. Volgens Bosch-kenner Bernard Vermet gaat het hier niet om een prototype, zoals altijd gedacht werd. Het landschap rechtvaardigt een late datering. Het is veel moderner dan bijvoorbeeld dat van de Tuin der Lusten en het Driekoningen-drieluik. Verder zijn er technische en compositorische verschillen aan te wijzen tussen de zijluiken en het middenpaneel, die de inbreng van assistenten verraden. Vanwege de late datering houdt men er rekening mee dat het hele werk een atelierproduct zou kunnen zijn. Borchert geeft aan dat na diepgaand onderzoek gebleken is dat De hooiwagen en eraan gerelateerde werken naar alle waarschijnlijkheid door de meester zelf geschilderd werden. Toch verschilt het drieluik van eigenhandige werken van Jheronimus Bosch in het verfoppervlak, dat op veel plaatsen bijzonder pasteus is, in de omtreklijnen en in het schetsmatig karakter. De schilder moet zich, volgens Borchert, op de kunst van Bosch hebben georiënteerd, onder meer nam hij de hoge horizonlijn als vormbepalend principe over en de iconografie.

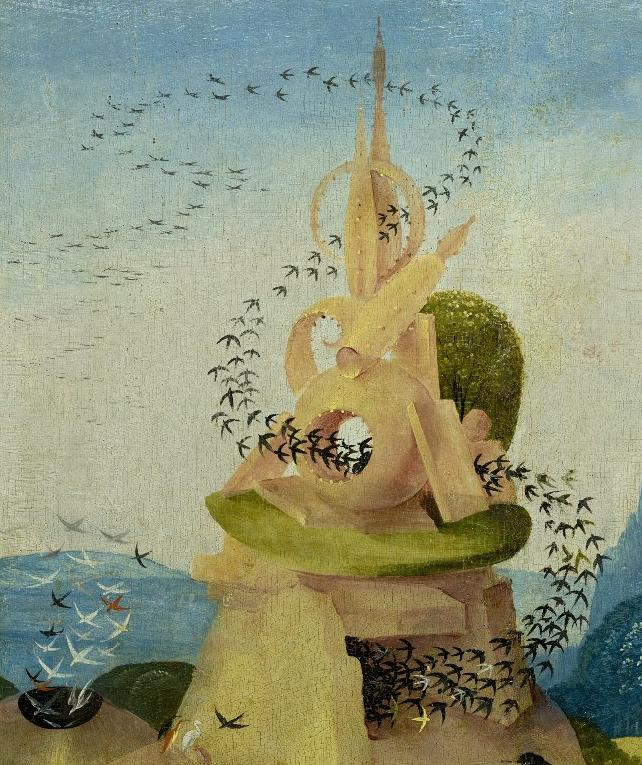
Detail: Zwermen veelal witte vogels vliegen links een donker gat binnen en rechts vliegen veelal donkere vogels naar buiten en naar boven, in de achtergrond van het linkerpaneel, Tuin der lusten.

Als het linkerluik wordt vergeleken met het linkerluik van de Tuin der lusten, valt op, dat in laatstgenoemde Bosch breekt met 'iconografische conventies' en zijn belangstelling níet uitgaat naar de schepping van Eva uit Adams rib, de zondeval of de verdrijving uit het paradijs. Deze drie episoden komen juist wél voor in het Hooiwagen-drieluik. Bosch concentreert zich in de Tuin der lusten op 'het met Gods zegen voltrokken paradijselijke huwelijk van het eerste mensenpaar aan het begin van het christelijke heilsplan.' Daarbij lijkt God als jongeman meer op Jezus, die de toeschouwer recht aan kijkt. De uil in de bijzonder vormgegeven levensbron (van het eeuwige leven, het levenselixer, een noviteit) bevindt zich in het midden van het paneel, terwijl die bron als een rotsgebergte in het Hooiwagen-drieluik naar de achtergrond is geschoven. Ten slotte zijn linksboven in het linkerpanel van de Tuin der lusten veelal witte vogels te zien, die afdalen in een gat in de aarde en daarnaast zwermen veelal zwarte vogels, die uit een grot ten hemel opstijgen. Daarbij werd een paneel doorgaans van links naar rechts, in de verloop van de geschiedenis, gelezen. In het Hooiwagen-drieluik, is God weer traditiegetrouw als oude man afgebeeld, zowel op aarde als in de hemel, en komen nu, in plaats van vogels, zwermen insectachtige wezens, een weergave van de opstandige engelen onder aanvoering van Lucifer ('lichtbrenger'), uit de hemel. De insectachtige wezens in alle denkbare grootten, kleuren en houdingen worden onder andere in kerkvader Augustinus' Civitas Dei beschreven.

## Herkomst
Het drieluik is een reconstructie. Het middenpaneel bevond zich oorspronkelijk in het Palacio Real de Aranjuez en is mogelijk identiek aan het exemplaar dat in 1636 in een inventaris van het Koninklijk Paleis van Madrid genoemd wordt. Het rechterpaneel bevond zich vroeger in het Escorial en het linkerpaneel in het Prado. Deze drie onderdelen werden ter gelegenheid van de Exposition de la toison d'or et de l'art néerlandais sous les Ducs de Bourgogne, in 1907 in Brugge gehouden, weer samengevoegd, waarna de onderdelen naar het Prado werden overgebracht.